# Maddalena di Savoia

Stemma di Maddalena di Savoia, duchessa di Montmorency.

Maddalena di Savoia, duchessa di Montmorency (1510 – 1586), è stata una principessa di Casa Savoia.

## Biografia
Maddalena era la figlia di Renato di Savoia-Villars, conte di Villars e Tenda, e di sua moglie, Anna Lascaris, contessa di Tenda. Suo padre era il fratellastro di Carlo II di Savoia e di Filippo di Savoia-Nemours.
Fu educata presso la zia regina di Francia, Luisa di Savoia, madre di Francesco I di Francia.

## Matrimonio
Su decisione di Luisa di Savoia, Maddalena sposò Anne de Montmorency. Il matrimonio fu celebrato il 27 gennaio 1527. La cerimonia si tiene a Saint-Germain-en-Laye. La coppia ebbe dodici figli:
- Jeanne (1528–1596), sposò Luigi III de La Trémoille;
- François de Montmorency (1530–1579);
- Caterine (1532–1624), sposò Gilbert III de Lévis;
- Henri (1534–1614);
- Charles (1537-1612);
- Gabriel;
- Guillaume (1546-1594);
- Eléonore (?-1557), sposò François de La Tour d'Auvergne
- Marie, sposò Henri de Foix;
- Anne, badessa di la Trinité de Caen;
- Louise, badessa di Gercy;
- Madeleine (?-1598), badessa di Caen.

Dopo la morte del marito, nel 1570 divenne dama d'onore della regina Elisabetta.

## Morte
Morì nel 1586 e fu sepolta con suo marito nella Collegiata di Saint-Martin de Montmorency.
Fu descritta come una cattolica austera e severa con una profonda antipatia per gli ugonotti, ma non altrettanto coinvolta personalmente in politica.

## Ascendenza
|                                         |   |                   | Genitori            |  |  | Nonni |  |  | Bisnonni           |  |  | Trisnonni             |  |
|                                         |   |                   |                     |  |  |       |  |  | Ludovico di Savoia |  |  | Amedeo VIII di Savoia |  |
|                                         |   |                   |                     |  |  |       |  |  | Ludovico di Savoia |  |  | Amedeo VIII di Savoia |  |
|                                         |   | Maria di Borgogna |                     |  |  |       |  |  | Ludovico di Savoia |  |  |                       |  |
| Filippo II di Savoia                    |   |                   |                     |  |  |       |  |  | Ludovico di Savoia |  |  |                       |  |
|                                         |   | Anna di Cipro     | Giano di Cipro      |  |  |       |  |  |                    |  |  |                       |  |
|                                         |   | Anna di Cipro     | Giano di Cipro      |  |  |       |  |  |                    |  |  |                       |  |
|                                         |   | Anna di Cipro     | Carlotta di Borbone |  |  |       |  |  |                    |  |  |                       |  |
| Renato di Savoia-Villars                |   | Anna di Cipro     |                     |  |  |       |  |  |                    |  |  |                       |  |
|                                         |   | …                 | …                   |  |  |       |  |  |                    |  |  |                       |  |
|                                         |   | …                 | …                   |  |  |       |  |  |                    |  |  |                       |  |
|                                         |   | …                 | …                   |  |  |       |  |  |                    |  |  |                       |  |
| Libera Portoneri                        |   | …                 |                     |  |  |       |  |  |                    |  |  |                       |  |
|                                         |   | …                 | …                   |  |  |       |  |  |                    |  |  |                       |  |
|                                         |   | …                 | …                   |  |  |       |  |  |                    |  |  |                       |  |
|                                         |   | …                 | …                   |  |  |       |  |  |                    |  |  |                       |  |
| Maddalena di Savoia                     |   | …                 |                     |  |  |       |  |  |                    |  |  |                       |  |
|                                         | … | …                 |                     |  |  |       |  |  |                    |  |  |                       |  |
|                                         | … | …                 |                     |  |  |       |  |  |                    |  |  |                       |  |
|                                         | … | …                 |                     |  |  |       |  |  |                    |  |  |                       |  |
| Gian Antonio II Lascaris di Ventimiglia | … |                   |                     |  |  |       |  |  |                    |  |  |                       |  |
|                                         |   | …                 | …                   |  |  |       |  |  |                    |  |  |                       |  |
|                                         |   | …                 | …                   |  |  |       |  |  |                    |  |  |                       |  |
|                                         |   | …                 | …                   |  |  |       |  |  |                    |  |  |                       |  |
| Anna Lascaris                           |   | …                 |                     |  |  |       |  |  |                    |  |  |                       |  |
|                                         |   | …                 | …                   |  |  |       |  |  |                    |  |  |                       |  |
|                                         |   | …                 | …                   |  |  |       |  |  |                    |  |  |                       |  |
|                                         |   | …                 | …                   |  |  |       |  |  |                    |  |  |                       |  |
| Isabella d'Anglure                      |   | …                 |                     |  |  |       |  |  |                    |  |  |                       |  |
|                                         |   | …                 | …                   |  |  |       |  |  |                    |  |  |                       |  |
|                                         |   | …                 | …                   |  |  |       |  |  |                    |  |  |                       |  |
|                                         |   | …                 | …                   |  |  |       |  |  |                    |  |  |                       |  |
|                                         |   | …                 |                     |  |  |       |  |  |                    |  |  |                       |  |